# Burg Boetzelaer

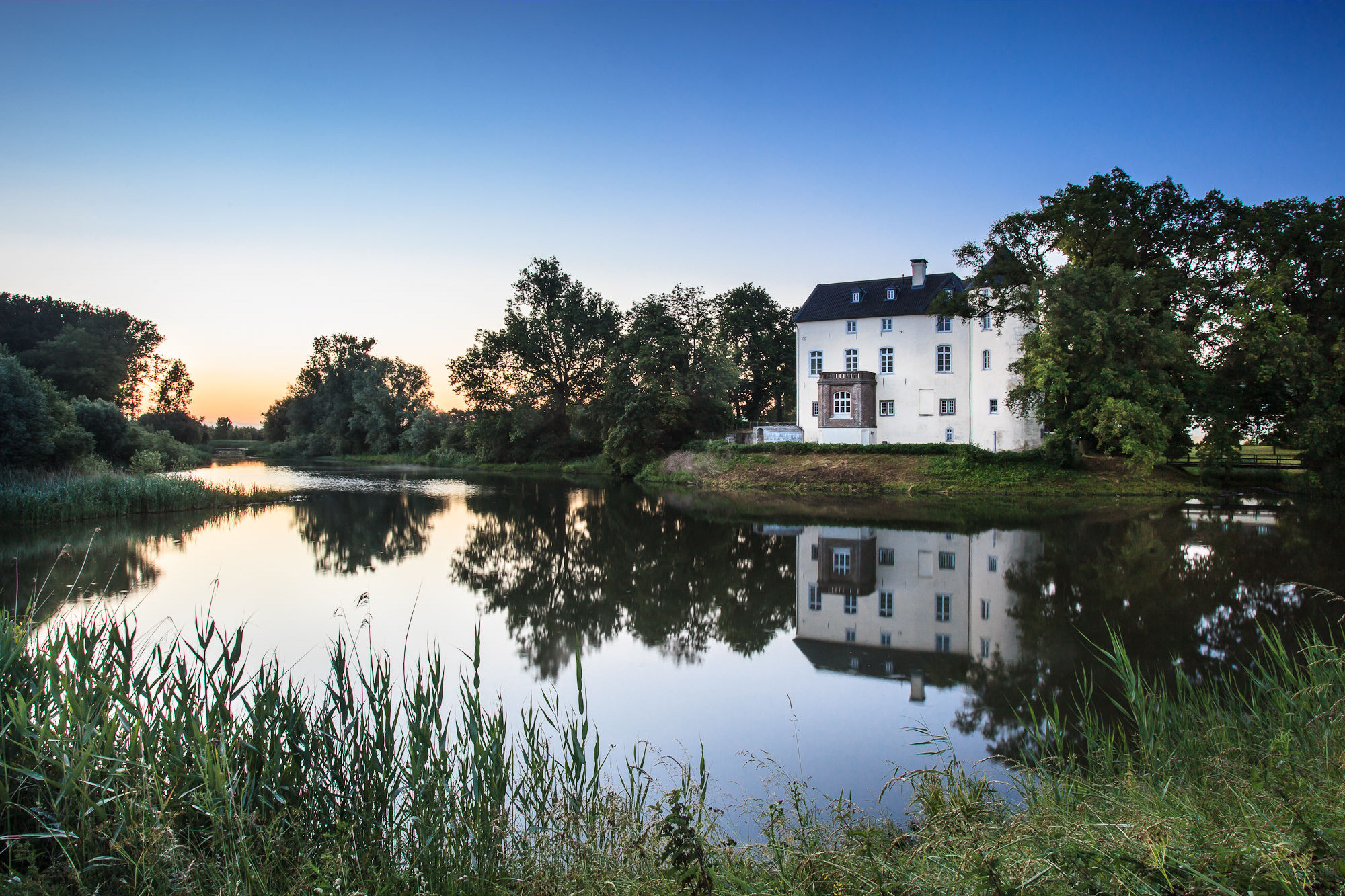
Burg Boetzelaer und das Boetzelaerer Meer, Ansicht von Südwesten

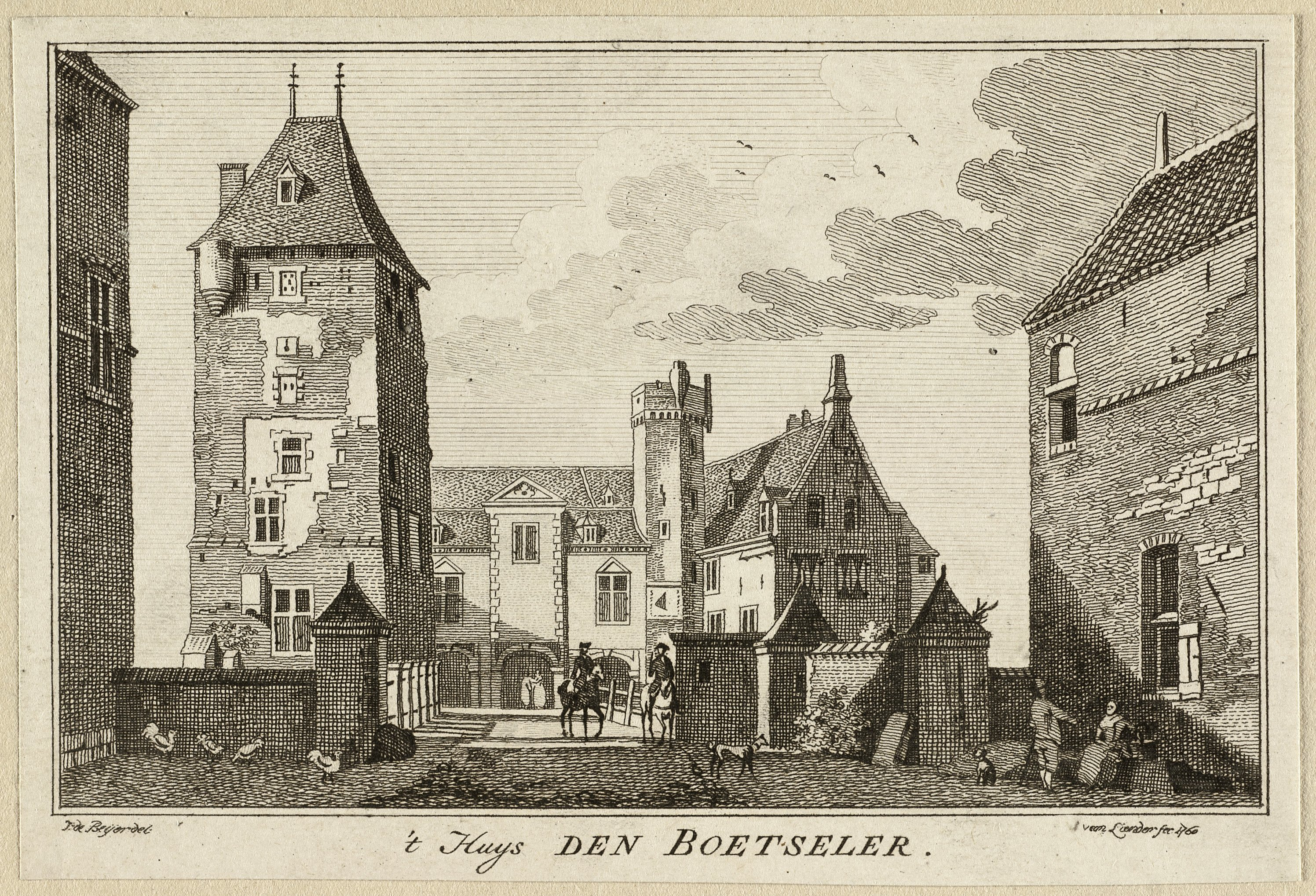
Burg Boetzelaer in 1746 auf einem Kupferstich von 1792

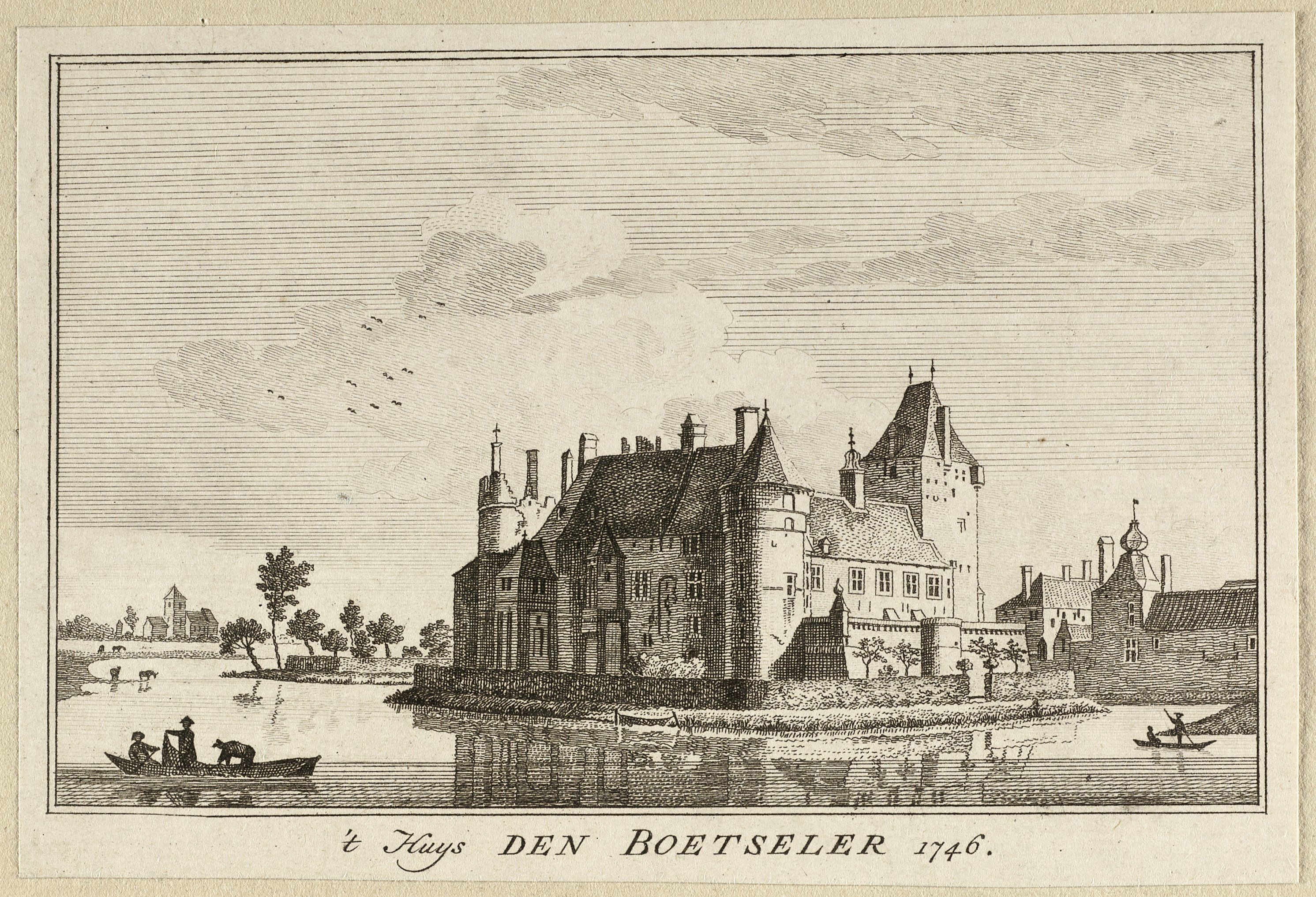
Burg Boetzelaer in 1746 auf einem Kupferstich von 1792

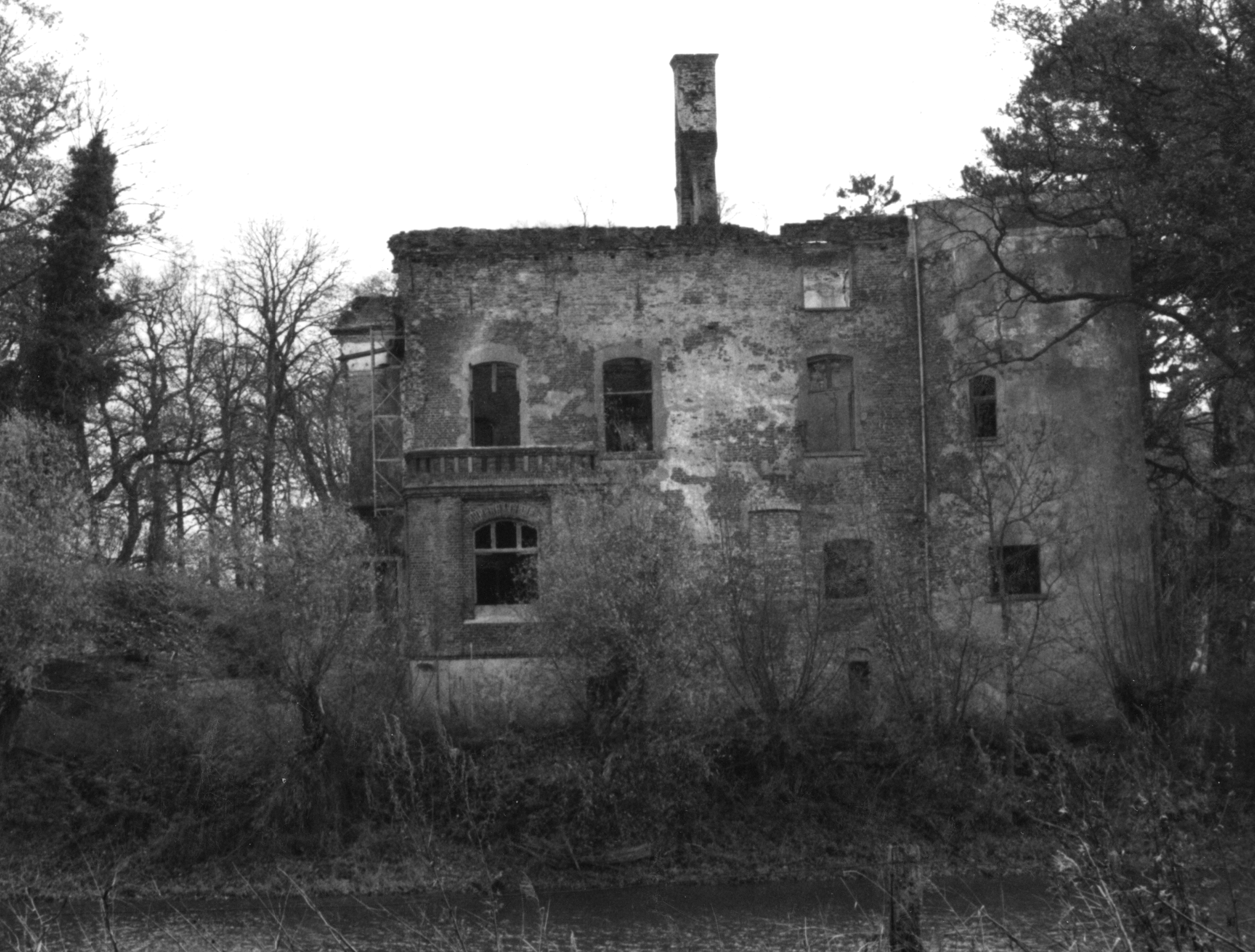
Die Burgruine vor ihrem Wiederaufbau

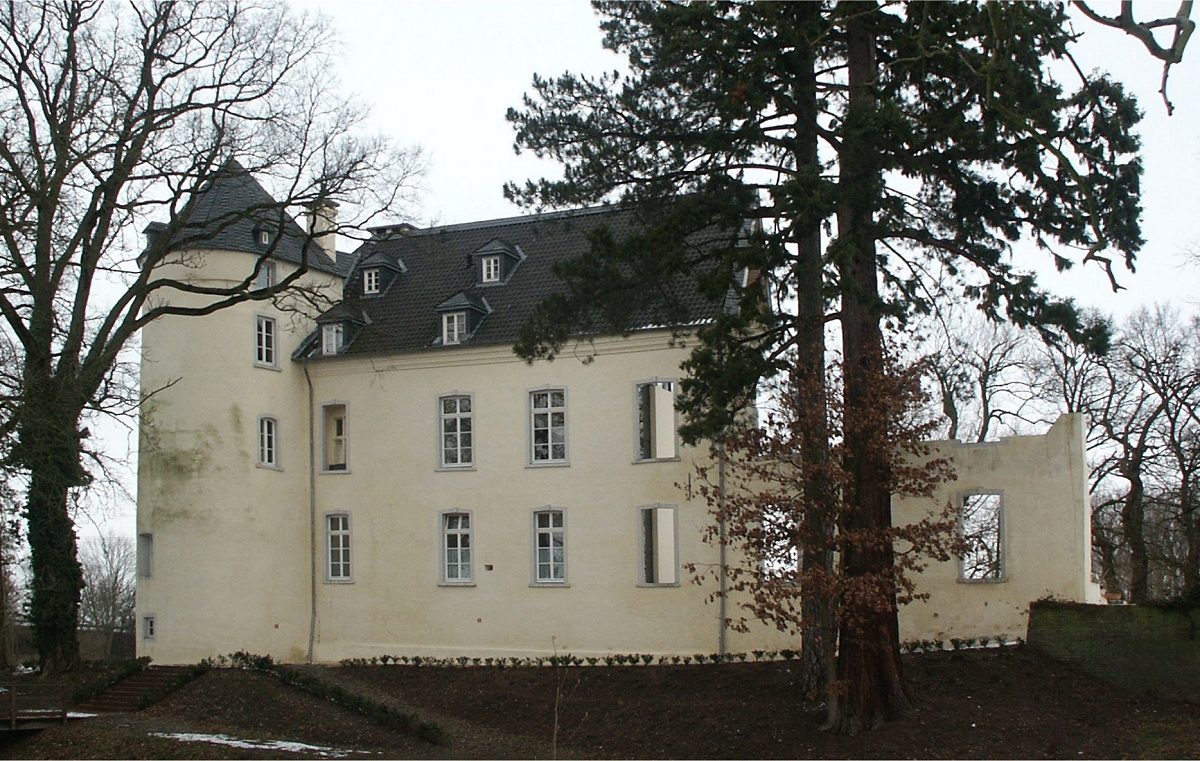
Ansicht von Süden (2005)

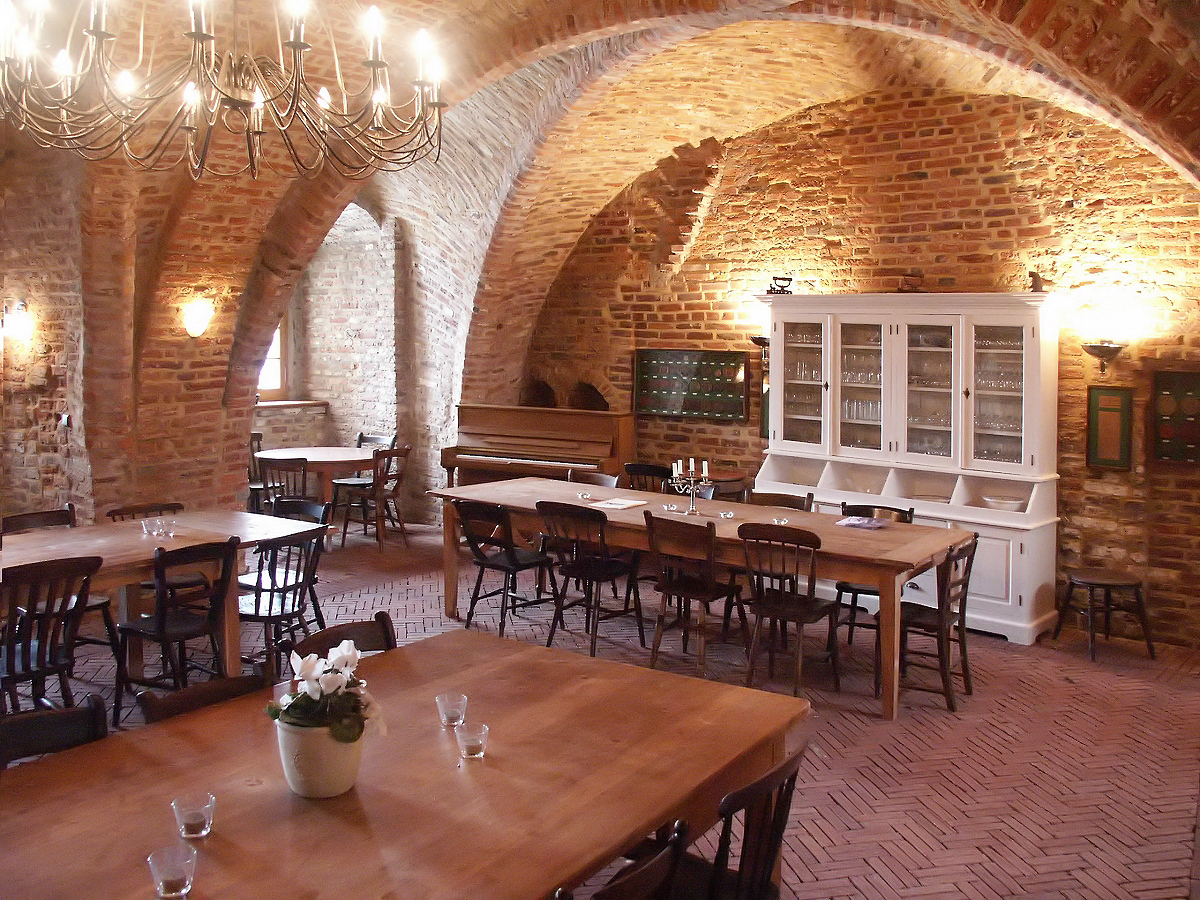
Der sogenannte Rittersaal

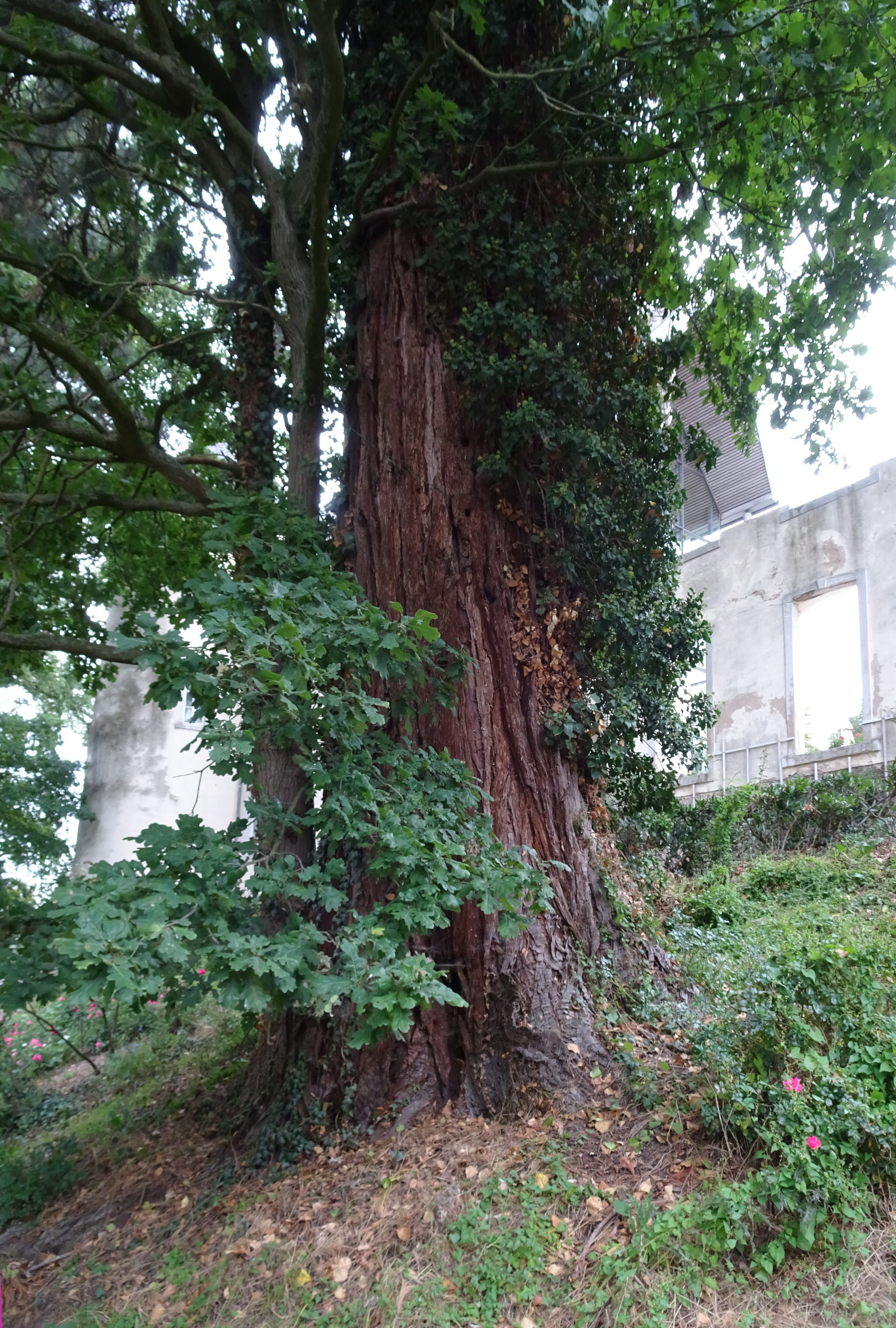
Mammutbaum im Garten

Die Burg Boetzelaer steht in Appeldorn, einem Stadtteil von Kalkar im Kreis Kleve. Ihre Ursprünge reichen in das 13. Jahrhundert zurück. Die Wasserburg liegt an einem Altrheinarm südlich des sogenannten Boetzelaerer Meeres am Niederrhein. Ihre Erbauer, die Herren von Boetzelaer, waren im 13. und 14. Jahrhundert eines der mächtigsten Rittergeschlechter der Region und konnten ihre Eigenständigkeit lange Zeit gegen die Grafschaft Kleve behaupten.

## Geschichte der Besitzer und Bewohner
Im Jahr 1256 wird ein Wessel van den Boetzelaer samt seinen Söhnen urkundlich erwähnt. Seine Familie stammte von den Grafen von Galen ab und war im 13. sowie 14. Jahrhundert aufgrund ihrer umfangreichen Besitzungen – teils freies Eigentum, teils Lehen – ein sehr einflussreiches Geschlecht am Niederrhein.
Die Herrlichkeit Appeldorn war Allodialbesitz der Familie und ihre gleichnamige Burg eine der größten in der Region. Die Anlage wurde 1265 erstmals in Urkunden genannt und lag im Herzen der damaligen Grafschaft Kleve, was ständige Spannungen zwischen den Herren von Boetzelaer und den Klever Grafen nach sich zog. Um sich ihre Eigenständigkeit zu bewahren und nicht den klevischen Territorien einverleibt zu werden, gingen die von Boetzelaer wechselnde Bündnisse ein; mal mit dem Grafenhaus in Kleve, mal mit dessen direktem Konkurrenten, dem Erzbistum Köln.
Als Rutger III. von Boetzelaer 1379 seine Burg jedoch dem Kölner Erzbischof Friedrich III. von Saarwerden zu Lehen auftrug, wurde er in die Fehden zwischen Köln und Kleve verwickelt und 1380 von Klever Mannen gefangen genommen. Von dem ein Jahr später ausgehandelten Friedensschluss zwischen den beiden Fehdeparteien wurde Rutger III. auf Betreiben des Klever Grafen aber explizit ausgenommen. Er musste sowohl Kleve als auch Köln Urfehde schwören. Als er zehn Jahre später wegen Anstiftung zum Mord an einem klevischen Rentmeister angeklagt wurde, verschanzte er sich auf seiner derweil befestigten Burg, um der Verhaftung zu entgehen. 1395/96 belagerte deshalb Adolf von Wylich Burg Boetzelaer und konnte sie einnehmen. Rutgers Sohn Wessel erhielt die Anlage zwar anschließend als klevisches Lehen zurück, doch die Familie verwand diese Niederlage nie vollends, obwohl sie im Jahr 1417 sogar das Erbschenkenamt des Herzogtums Kleve erhielt.
Im 15. Jahrhundert spaltete sich die Familie von Boetzelaer in zwei Linien, von denen sich eine in den Niederlanden niederließ. Ihre Nachfahren leben noch heute dort. Die andere Linie blieb im Besitz der Burganlage. Als sie im 17. Jahrhundert ausstarb, kam die Burg durch weibliche Erbfolge und Heirat der Anna Katharina von und zu Boetzelaer mit Johann Albert von Wylich an die Freiherren von Wylich zu Kervendonk und ab 1702 an die Herren von Hertefeld. Von deren Nachfahr Friedrich Leopold Samuel Freiherr von Hertefeld erwarb der spätere preußische Freiherr Johann Wilhelm von Gülcher Burg Boetzelaer im Jahr 1806.
Um den alten Baubestand zu retten, kaufte der heutige Eigentümer, Maximilian Freiherr von Wendt-Papenhausen, die heruntergekommene Anlage 1978 und ließ sie abschnittweise wiederaufbauen. Nach der Sicherung des alten Baubestands und teilweisem Wiederaufbau öffnete die Burg Boetzelaer im November 2003 ihre Tore für die Öffentlichkeit. Die Vor- und Kernburg bieten Übernachtungsmöglichkeiten für Besucher, und regelmäßig finden dort kulturelle Veranstaltungen statt. Darüber hinaus können Räumlichkeiten für Tagungen und Seminare gemietet werden, und die Burgkapelle steht für standesamtliche Trauungen zur Verfügung.

## Baugeschichte
Das genaue Gründungsdatum der Burg Boetzelaer ist unbekannt. Im 13. Jahrhundert bestand sie aus einem quadratischen Wohnturm an der Südostecke der Hauptburginsel und einer südlich vorgelagerten, lang gestreckten Vorburg mit Zugang im Osten.
In der ersten Hälfte des 14. Jahrhunderts wurde um das Burgareal eine unregelmäßige Ringmauer mit drei Rundtürmen an den Außenecken der Kernburg errichtet. Sie umschloss einen großen Palasbau und den zur gleichen Zeit zum siebengeschossigen Bergfried aufgestockten Wohnturm. Das Burgtor wurde zeitgleich vom Osten an die Südseite verlegt.
1316 entstanden durch Erbteilung im Bereich der Vorburg zwei neue, wehrhafte Wohnhäuser für die jüngeren Brüder Ruttgers II. Sie fielen jedoch noch im 14. Jahrhundert wieder an die Hauptlinie der Familie zurück.
Während der Belagerung der Anlage durch klevische Truppen ab 1395 wurde die Burg teilweise zerstört; unter anderem durch Brandschäden. Der Wiederaufbau begann nur kurze Zeit später zu Beginn des 15. Jahrhunderts. Während dieser Arbeiten kamen neue Ausbauten hinzu, sodass die Anlage anschließend die größte Ausdehnung in ihrer Geschichte erfuhr. Sie war nun auf drei Inseln gelegen, und 1439 wurde sogar eine zweite Vorburg erwähnt.
Um 1560 erfuhr Burg Boetzelaer eine Modernisierung und Umbauten im Stil der Renaissance. So wurde zum Beispiel eine repräsentative Torhalle errichtet. Eine weitere Umgestaltungsmaßnahme betraf den Innenhof der Kernburg, der aufgemottet wurde. Als Folge dieser Arbeiten wurde das einstige Erdgeschoss des Palas zum Keller. Bauforscher sehen diese Umgestaltungen in möglichen vorangegangenen Hochwasserschäden begründet.
Vom Dreißigjährigen Krieg weitestgehend verschont, wurde die Burg im 17. Jahrhundert anschließend im Stil des Barocks weiter verändert. Abbrüche einiger Bauteile öffneten das Haupthaus zu Vorburg hin. An der Südwestseite wurde ein dritter Flügel errichtet, und im Innenhof entstand eine offene Galerie mit Mittelrisalit.
Im ersten Viertel des 19. Jahrhunderts erfolgte eine erste Reduktion der Anlage im Zuge eines massiven Umbaus, der aufgrund von Baufälligkeit nötig geworden war. Im Anschluss daran wurde sie ab 1830 zu einem klassizistischen Schloss umgestaltet. Durch Abbruch des Bergfrieds und der östlichen Hälfte des Palas erhielt Boetzelaer seine heutige Größe, und durch Einbau eine Dampfzentralheizung in den 1920er Jahren hielt erstmals „moderne Technik“ Einzug in die Gebäude.
Während des Zweiten Weltkriegs wurde das Schloss schwer beschädigt, und Plünderungen taten ihr Übriges. Trotz Notsicherung folgte der allmähliche Verfall. Seit 1950 wurde nur noch die Vorburg zu Wohnzwecken genutzt, die Kernburg hingegen verkam mehr und mehr zur Ruine.
Nachdem 1978 die Überreste in den Besitz der Freiherren von Wendt übergegangen war, erfolgten ab 1997 Sicherungsmaßnahmen und teilweise Wiederaufbauarbeiten, die 2003 abgeschlossen wurden.

## Beschreibung
Burg Boetzelaer ist eine zweiteilige Anlage, bestehend aus einer hufeisenförmigen Vorburg und der nordwestlich davon gelegenen Kernburg, deren Größe nur noch einen geringen Teil der einstigen Kernburgmaße ausmacht.
Die dreiflügelige Vorburg besitzt nur ein Geschoss, das von einem hohen, pfannengedeckten Krüppelwalmdach abgeschlossen ist. Die beiden Seitenflügel besitzen jeweils eine Länge von etwa 30 Metern, sind aber nicht gleich breit. An der Ostecke der ehemaligen Wirtschaftsgebäude steht ein massiver, viereckiger Turm mit flachem Zeltdach. Seine zwei Geschosse erheben sich auf einem annähernd 7 × 7 Meter messenden Grundriss. Der Mitteltrakt der Vorburg ist an seiner Außenseite etwa 38 Meter lang. Die ihm gegenüberliegende, nicht von einem Gebäudeflügel eingenommene Seite ist von einer niedrigen Mauer begrenzt, in deren Mitte sich zwischen zwei schlichten Pfeilern ein zweiflügeliges Gittertor befindet.
Die Hauptburg Boetzelaers ist ein dreigeschossiger, hell verputzter Backsteinbau, dessen drei Stockwerke auf einem hohen Kellergeschoss stehen und von einem Satteldach bedeckt sind. Bei dem Bau handelt es sich im Wesentlichen um den Westflügel der einstigen Hauptburg mit Ausmaßen von etwa 20 × 9 Metern. Ihm schließt sich am südlichen Ende rechtwinkelig ein Teil des ehemaligen Südflügels an. Dass es sich bei diesem rund 9 × 9 Meter messenden Trakt um eine Teilrekonstruktion handelt, wird durch eine moderne Glasfront an seiner Kurzseite deutlich. Von dem übrigen, nicht wiederaufgebauten Teil des Südflügels ist nur noch die Außenmauer des Erdgeschosses existent. Die Westecke der Kernburg markiert ein viergeschossiger Rundturm mit einem Durchmesser von ca. sechs Metern, der früher ein Eckturm der ausgedehnten Burganlage war. Im Inneren beherbergt er im ersten Geschoss die Burgkapelle. Am nördlichen Ende der heutigen Kernburg findet sich der Stumpf eines anderen ehemaligen Eckturms.
Das Innere der Hauptburg kann an der Ostseite durch ein schlichtes Rundbogenportal mit zweiflügeliger Tür betreten werden. Es führt in einen zweigeschossigen Vorbau, der heute als Vestibül dient. Im Erdgeschoss des Gebäudes befindet sich der sogenannte Rittersaal mit Ziegelboden, Kreuzgewölbe und großem Kamin. Von dort kann ein großer, der westlichen Außenseite vorgebauter Erker aus Backstein betreten werden, dessen Dach im ersten Stockwerk als Balkon genutzt werden kann und eine Brüstung aus Haustein besitzt.
Im Garten wächst ein Riesenmammutbaum. Der Baum steht auf der Liste der Naturdenkmale in Kalkar als ND 06.